# Benzil cloroformiato
Il benzil cloroformiato (detto anche cloroformiato di benzile o clorometanoato di benzile) è l'estere benzilico dell'acido cloroformico. È noto anche come benzil clorocarbonato ed è un liquido oleoso il cui colore è da giallo ad incolore ed ha un odore pungente. Quando riscaldato, il benzil cloroformiato si decompone in fosgene e se viene a contatto con l'acqua produce fumi tossici e corrosivi.

## Preparazione
Si prepara in laboratorio facendo gocciolare l'alcool benzilico in fosgene liquido a -20 °C. Il fosgene viene utilizzato in eccesso per minimizzare la produzione di carbonato.

## Usi
Viene utilizzato nella sintesi organica per l'introduzione del gruppo protettivo  amminico carbobenzilossi (abbreviato Cbz o Z):
Per rimuovere questo gruppo protettivo si usano condizioni riducenti, ad esempio in atmosfera di idrogeno con un catalizzatore di palladio.